# Польская крестьянская партия Галиции

Последний председатель партии, Ян Стапиньский.

Польская крестьянская партия (пол. Polskie Stronnictwo Ludowe, PSL) — партия польских крестьян Галиции, основанная 28 июля 1895 в Жешуве. До 27 февраля 1903 называлась Крестьянская партия (пол. Stronnictwo Ludowe, SL).

## История
Партия участвовала в выборах и уже в 1895 г. имела девять своих представителей в сейме Галиции, на следующих выборах получила три места в Рейхсрате Австро-Венгерской монархии. В следующие выборы партия удерживала такое же количество депутатских мандатов.
После большого успеха в выборах в Рейхсрат в 1907 г. (партия получила 17 депутатских мандатов) и в сейм Галиции в начале 1908 г. (19 мандатов) председатель Стапиньский заключил тактический союз с аристократическими консерваторами, вследствие которого члены партии вошли вместе с консерваторами в польский парламентский клуб, а один из них — фабрикант керосина Владислав Длугош — стал министром по делам Галиции. Когда позиция партии в политической общественной системе укрепилась, Стапиньский перешёл из лагеря консерваторов на радикальные позиции.
В 1911 г. из партии вышла группа традиционалистов, недовольных политической платформой партии. Эта группа уже в конце 1908 г. стала неформально называться «львовская фронда» (пол. Fronda Lwowska) и высказывала оппозиционные взгляды. Она стала действовать самостоятельно с начала 1912 г. под названием «Польская крестьянская партия — Объединение независимых народников» (пол. PSL – Zjednoczenie Niezawisłych Ludowców).
В 1913 г. председатель Стапиньский, будучи депутатом Рейхсрата, вместе с пятью товарищами вышел из польского парламентарного клуба, что вызвало активные атаки консерваторов. Стапиньский добился отставки министра по делам Галиции. Возник раскол, после которого сформировалась группа правых деятелей, связанных с редакцией еженедельника «Пяст» (пол. Piast), среди которых были депутаты Галицийского сейма и Рейхсрата.
В результате из двух фракций — правой и левой — возникли две отдельные партии. Правые в начале 1914 года созвали отдельный съезд, где создали партию Польскую народную партию «Пяст», в которой доминировали зажиточные клерикальные крестьяне (среди них Винценты Витос и бывший министр Длугош). Левые, оставшиеся с председателем, создали новую, антиклерикальную Польскую крестьянскую партию — левица, которая придерживалась социалистической программы (председателем был по-прежнему Ян Стапиньский).

## Председатели
- Кароль Леваковский (1895—1897);
- Генрик Ревакович (1897—1907);
- Ян Стапиньский (1908—1913).